# 티나 디코
티나 디코(덴마크어: Tina Dico, 본명: 티나 디코브 다닐센(Tina Dickow Danielsen), 1977년 10월 14일~)는 덴마크의 가수이다.

## 음반 목록

### 정규 음반
- 2001년 《Fuel》
- 2003년 《Notes》
- 2005년 《In the Red》
- 2007년 《Count to Ten》
- 2008년 《A Beginning, A Detour, An Open Ending》
- 2009년 《The Road to Gävle》
- 2010년 《Welcome Back Colour》
- 2012년 《Where Do You Go to Disappear?》
- 2014년 《Whispers》
- 2015년 《En håndfuld danske》

### EP
- 2004년 《Far》
- 2007년 《A Beginning》
- 2008년 《A Detour》
- 2008년 《An Open Ending》

### 라이브 앨범
- 2011년 《Live with the Danish National Chamber Orchestra》